# Daniel P. Driscoll
Daniel Patrick Driscoll est un homme politique, homme d'affaires, avocat et ancien officier militaire américain, qui occupe le poste de 26e secrétaire à l'Armée des États-Unis depuis 2025. Membre du Parti républicain, il a été candidat pour le 11e district congressionnel de Caroline du Nord lors des élections de 2020.

## Jeunesse et formation
Driscoll a grandi à Banner Elk, Caroline du Nord, où il entretient des liens profonds. Grâce au G.I. Bill post-11 septembre, il a obtenu un Bachelor of Science en administration des affaires à l'université de Caroline du Nord à Chapel Hill et un Juris Doctor à la Yale Law School après son service militaire. Il était camarade de classe à Yale et ami du futur vice-président J. D. Vance, de l'ancien conseiller à la sécurité nationale Jake Sullivan, et de Matt Blumenthal (fils du sénateur américain du Connecticut, Richard Blumenthal). Son père était fantassin pendant la guerre du Viêt Nam et son grand-père a servi durant la Seconde Guerre mondiale.

## Carrière
Daniel P. Driscoll a servi dans l'Armée des États-Unis pendant trois ans et demi en tant que lieutenant. Il a été officier blindé entre août 2007 et mars 2011 et chef de peloton d'éclaireurs de cavalerie avec la 10e division de montagne à Fort Drum, New York. Il a été déployé en Irak pendant neuf mois à partir d'octobre 2009. Driscoll a obtenu son insigne de Ranger à la Ranger School et la Combat Action Badge. Plus tard, il a effectué un stage au Comité des affaires des vétérans du Sénat et a travaillé dans une banque d'investissement à Charlotte, en Caroline du Nord.
Pendant ses études de droit, Driscoll a effectué des stages au Comité des affaires des vétérans du Sénat des États-Unis, auprès du juge en chef de la neuvième circuit Alex Kozinski, ainsi qu'aux cabinets Cravath, Swaine & Moore et Robinson, Bradshaw & Hinson. Il s'est ensuite présenté à l'investiture républicaine pour représenter le 11e district congressionnel de Caroline du Nord lors des élections de 2020.

### Secrétaire de l'Armée
Le 4 décembre 2024, le président élu Donald Trump a annoncé qu'il va nommer Daniel P. Driscoll au poste de secrétaire de l'Armée pour son second mandat. L'audience de confirmation au Sénat a eu lieu le 30 janvier 2025 au milieu des confirmations des responsables pour l'ODNI, le FBI et le HHS.
Le 25 février 2025, le Sénat des États-Unis a confirmé Driscoll au poste de secrétaire de l'Armée par un vote de 66 contre 28.

## Vie personnelle
Daniel P. Driscoll est originaire de Boone (Caroline du Nord) et est marié à Cassie Driscoll, chirurgienne plastique. Ils ont deux enfants, Daniel Jr. et Lila.